# Patti LaBelle
Patti LaBelle, née Patricia Louise Holte le 24 mai 1944 à Philadelphie, est une chanteuse et actrice afro-américaine. 
LaBelle est une chanteuse populaire, connue pour sa puissance vocale, sa tessiture et ses prestations scéniques. Elle commence sa carrière au début des années 1960 en tant que chanteuse principale du groupe Labelle. Dans les années 1970, le groupe sort la chanson Lady Marmalade, chanson par la suite intronisée au Grammy Hall of Fame. L'album dont la chanson est extraite, Nightbirds, est classé 16e parmi les 50 plus grands albums de tous les temps catégorie « Women Who Rock » par Rolling Stone Magazine. Labelle devient par ailleurs le premier groupe afro-américain à faire la couverture de Rolling Stone et le premier groupe pop à jouer au Metropolitan Opera House.
Après la séparation du groupe en 1976, LaBelle entame une carrière solo acclamée par la critique et plébiscitée par le public. Les chansons You Are My Friend, If Only You Knew, New Attitude et Stir It Up deviennent les chansons phares de la chanteuse ainsi que sa célèbre reprise de Judy Garland, Somewhere Over The Rainbow. Son duo avec Michael McDonald, On My Own atteint la première place du Billboard Hot 100 en 1986. Elle chante également dans le générique de fin pour le film James Bond Permis de tuer (1989) avec le titre If You Asked Me To.
Au cours d'une carrière qui s’étend sur sept décennies, elle a vendu plus de 50 millions de disques dans le monde entier. Elle est intronisée au Grammy Hall of Fame, au Hollywood Walk of Fame et à l'Apollo Theater Hall of Fame. LaBelle est incluse dans la liste des 100 plus grands chanteurs par le magazine Rolling Stone.

## Biographie

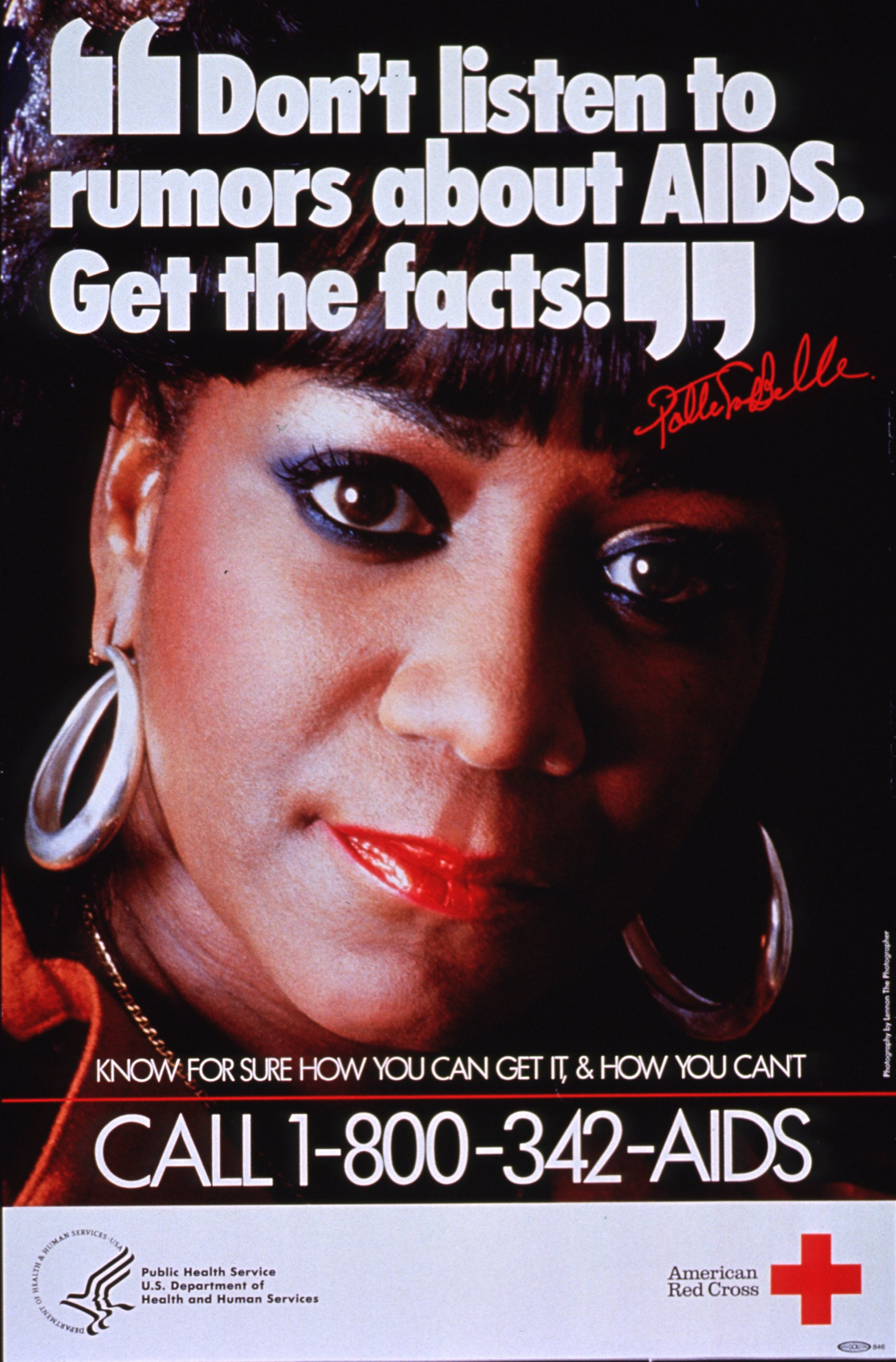
Image de LaBelle sur un poster de sensibilisation au SIDA dans les années 1980.

### Jeunesse
Patti LaBelle est la fille de Henry Holte, travailleur de chemin de fer, et de Bertha Robinson Holte, femme au foyer. Elle commence à chanter à un âge précoce. Bien qu'elle ait connu une enfance globalement heureuse, elle raconte dans son autobiographie qu'elle a été agressée sexuellement durant cette période.
Au cours d'une audition pour le théâtre scolaire, un de ses enseignants lui propose de monter un groupe de chant. Elle forme alors un groupe de filles nommé The Ordettes en 1959. Les autres membres sont Nona Hendryx, Sarah Dash et Sundray Tucker. Cette dernière est rapidement remplacée par Cyndi Birdsong et le quatuor change son nom en The Blue Belles avant d'opter pour Patti LaBelle and The Blue Belles.
En 1967, après le départ de Cyndi Birdsong partie rejoindre The Supremes, le groupe devient un trio et change une dernière fois son nom en Labelle. La formation décroche la 1re place du Billboard Hot 100 en 1974 avec la chanson Lady Marmalade qui devient un tube mondial (17e au Royaume-Uni, 21e en Nouvelle-Zélande, 2e aux Pays-Bas et en Belgique),,.
Le trio se produit jusqu'en 1977, année où Patti LaBelle entame une carrière solo.

### Carrière solo de 1977 à 1982
Le premier album solo simplement titré Patti LaBelle sort en 1977 sur label Epic Records. Il contient la ballade You Are My friend, que la chanteuse a co-écrite et dédiée à son fils. L'album reçut des critiques élogieuses, mais n'a pas donné à LaBelle toute la réussite commerciale qu'elle espérait.
Le 21 juillet 1979, elle apparaît au Festival Amandla avec Bob Marley, Dick Gregory et Eddie Palmieri entre autres. Cette même année, elle met en scène un spectacle sous la houlette de Richard Pryor. 
Trois ans plus tard, en 1982, LaBelle et le chanteur Al Green ont participé à la renaissance de Broadway. Cette même année, elle participe à un jeu télévisé diffusé sur PBS.
Elle enregistre la ballade The Best is Yet to Come en collaboration avec Grover Washington, Jr. La chanson atteint la 14e place et récolte une première nomination aux Grammy Awards.

### Période de succès de 1983 à 2000
LaBelle ne commence à connaitre le succès en solo qu'en 1983. Elle enregistre l'album I'm in Love Again, qui obtient la première place des charts. L'album est certifié or. 
En 1984, elle enregistre les chansons New Attitude et Stir It Up pour la bande originale du film Le Flic de Beverly Hills.
Les deux chansons sont devenues des piliers de la radio pop. Durant cette période, elle s'habille dans un style flamboyant dans le but de se créer un personnage original. 
Dans une interview au magazine en ligne Monaco Revue, Patti affirme que le racisme dans l'industrie de la musique est responsable des différences de ventes de disques, et révèle que l'acceptation de sa personne a été l'obstacle le plus difficile auquel elle a dû faire face dans sa carrière.
En 1986, le duo qu'elle interprète avec Michael McDonald, On My Own, est son plus important succès depuis Lady Marmalade. La chanson se classe en tête du Billboard Hot 100, 2e au Royaume-Uni, 4e en Nouvelle-Zélande, 3e en Belgique et 1er aux Pays-Bas,,.
En 1991, LaBelle publie Burnin, album qui a contribué à l'obtention de son premier Grammy Awards - à égalité avec la chanteuse Lisa Fischer.
Cet album est aussi remarquable car il inclut des enregistrements avec Sarah Dash et Nona Hendryx, chantant sur Release Yourself. 
Pendant cette période, elle obtient un rôle récurrent : celui d'Adele Wayne (mère de Dwayne Wayne) dans la sitcom Campus Show et a également joué dans sa propre sitcom Out All Night une propriétaire de club et ancien étoile RnB nommée Chelsea Paige. Elle est annulée en 1993 après 19 épisodes. 
En janvier 1995, elle chante au Super Bowl XXIX à la mi-temps, avec Tony Bennett, Arturo Sandoval et Gloria Estefan dans un programme intitulé "Indiana Jones and the Temple of the Forbidden Eye", pour promouvoir l'attraction du parc à thème Disney à venir.
Labelle a également connu du succès en lançant sa propre marque de literie, de livres de cuisine et de nourriture pour diverses entreprises. En 2015, la tarte aux patates douces de Patti s'est vendue à des millions d'exemplaires lorsqu'une vidéo YouTube faisant l'éloge du produit est devenue virale. En conséquence, sur une période de 72 heures, Walmart a vendu une tarte chaque seconde.

### Depuis 2000
En 2000, sort son album When a Woman Loves pour le label MCA. Il comporte une collection de ballades entièrement écrit par le compositeur Diane Warren. LaBelle annonce en parallèle son divorce avec son mari, Armstead, qui avait été son manager pendant 30 ans. En 2004, elle est l'une des interprètes principales du concert caritatif Divas Live 2004, aux côtés de Ashanti, Cyndi Lauper, Gladys Knight, Jessica Simpson et Joss Stone, en soutien à Save The Music Fondation. En 2005, elle sort un album intitulé Classic Moments Malgré le modeste succès qu'elle obtient, LaBelle lutte contre le président de la maison de production Def Jam, Antonio "LA" Reid et quitte brusquement le label. En 2006, Labelle publie un album intitulé The Gospel according to Patti LaBelle sous un label indépendant.
L'année 2008 a vu Patti LaBelle se réunir avec Nona Hendryx et Sarah Dash pour composer le premier album du groupe Labelle en trente-deux ans. Superlover, un single de l'album, se classe à la 67e place, début 2009. Wyclef Jean, ex-Fugees prête ses talents en composant le titre Roll Out. D'autres artistes s'impliquent dans l'album comme Lenny Kravitz. Patti sort aussi une collection de perruques, mais faute de succès, ce projet est abandonné en 2010. En juin 2009, LaBelle est honorée à New York, au Harlem Apollo Theater. Labelle dit notamment: « L'Apollo est un trésor national, je suis émue et honorée. » En 2010, Labelle participe à la bande originale du film, Top Cops, avec la chanson Soul Brother.  En 2010, Labelle édite une ligne de produits appelée "Good Life". Elle fait aussi une apparition au "Wendy Williams Show". Elle dit aux téléspectateurs de s'attendre à la sortie d'un nouvel album sous le label "Def Jam" à la fin de 2010. 
LaBelle également effectué une interprétation du titre de Prince Purple Rain, pour lui rendre hommage à la cérémonie des BET. Elle s'apprête à faire ses débuts à Broadway, le 14 septembre 2011 dans la comédie musicale primée Fela!, puis anime les Tony Awards et reste à la tête de la production jusqu'au 2 janvier 2011. En 2014, elle interprète le rôle de Dora Brown dans la saison 4 de la série American Horror Story. En 2015, elle fait une apparition dans la nouvelle série Empire, sortie aux États-Unis en janvier. (saison 1 épisode 12).
À la télévision, elle participe, en 2015, à la vingtième saison de Dancing with the Stars et est éliminée en semaine 6. En 2019, elle participe à la deuxième saison de The Masked Singer sous un costume de fleur et est éliminée lors de la huitième émission.

## Récompenses
- 2007 : prix d'excellence au GLAAD (prix des gays et lesbiennes contre la diffamation)